# Jean-Paul Matteï
Pour les articles homonymes, voir Mattei.
Jean-Paul Matteï, né le 21 mars 1954 à Sarrebourg (Allemagne de l'Ouest), est un homme politique français. Il est élu député de la 2e circonscription des Pyrénées-Atlantiques en 2017. Il préside de 2022 à 2024 le groupe parlementaire démocrate (Modem et apparentés) à l'Assemblée nationale.

## Biographie

### Notaire
Jean-Paul Matteï est notaire de profession, associé fondateur de la SEL MATTEÏ & ASSOCIES depuis 1993.
Il a présidé notamment l'association des Notaires conseils d'entreprises (NCE) de 2010 à 2017 jusqu'à devenir député.
Il poursuit ses activités de notaire parallèlement à son mandat de député.

### Carrière politique
Engagé en politique depuis ses années étudiantes, membre de l'UDF puis du MoDem, ce proche de François Bayrou est son suppléant lors des élections législatives de juin 2012 sur la même circonscription sur laquelle il est élu en juin 2017 avec 60,93% des voix, battant la sortante socialiste Nathalie Chabanne.
Dans le cadre du projet de réforme des retraites en France en 2023, Jean-Paul Matteï propose d'augmenter le temps de travail hebdomadaire afin de générer plus de cotisations sociales.
Si François Bayrou, le président de son parti, soutient la décision d'Emmanuel Macron de dissoudre l'Assemblée nationale le 9 juin 2024, Jean-Paul Mattei se montre plus critique. Il estime qu'il s'agit d'une décision « très précipitée » pouvant amener encore plus de députés du RN à l'Assemblée.

## Mandats

### Mandats passés
- Conseiller municipal de Ger (1981-2001)
- Maire de Ger (2001-2017) : démission à la suite de son élection en tant que député des Pyrénées-Atlantiques et conformément aux dispositions législatives relatives au non-cumul des mandats locaux.

### Mandats en cours
- Député des Pyrénées-Atlantiques (depuis le 21 juin 2017)
- Conseiller municipal de Ger (depuis sa démission en tant que maire de Ger)
- Président du conseil de l'immobilier de l'Etat, organe consultatif placé auprès du ministre du budget, des comptes publics et de la réforme de l’État, chargé du domaine, composé de parlementaires et de personnalités qualifiées dans le domaine de l’immobilier